# Chiarella centripetalis
Chiarella centripetalis är en nässeldjursart som beskrevs av Maas 1897. Chiarella centripetalis ingår i släktet Chiarella och familjen Bougainvilliidae. Inga underarter finns listade i Catalogue of Life.